# 說假部
說假部（巴利語：Paññattivāda），音譯為波羅若底婆拖部、鉢蠟若帝婆耶那部，亦譯為「分別說部」、「假名部」、「施設部」、「假設部」，為佛教部派之一，源起於大眾部，尊迦旃延為其鼻祖。

## 音義
因真諦將說假部翻譯為“分別說部”，窺基認為，說假部舊稱“分別說部”故是分別論者。印順認為這是漢譯偶然相同，而梵語全異，故非分別論者。吉藏《三論玄義》中則記載說假部的名稱為多聞分別部，由「分別」多聞部中義而得名。

## 学说
《異部宗輪論》記載：
|  | 其說假部本宗同義。謂苦非蘊。十二處非真實。諸行相待展轉和合，假名為苦，無士夫用。無非時死，先業所得。業增長為因，有異熟果轉。由福故得聖道，道不可修。道不可壞。餘義多同大眾部執。 |

《異部宗輪論述記》記載此派認為「世、出世之法皆有假有實」，例如：五蘊是真實，而十二處是假名的「積聚之法」。